# 飞乌贼
飞乌贼（学名：Ornithoteuthis volatilis）为柔鱼科飞乌贼属的动物，俗名飞柔鱼。分布于日本相模湾、圣诞岛、澳大利亚东部外海，包括南海等海域，生活环境为海水，主要栖息于大洋深海区。该物种的模式产地在日本相模湾。